# Yumeka
Yumeka (jap. 夢華 ゆめか) – rzadkie japońskie imię żeńskie.  Pierwszy znak (夢) oznacza „sen”, a drugi znak (華) – kwiat lub płatek.